# Π-演算
在计算机科学中，π-演算（pi-演算，英语：π-calculus，pi-calculus）是一套进程演算的形式系统，最早由Robin Milner、Joachim Parrow和David Walker于1992年在通信系统演算的基础上设计而成。
π-演算语法简单，但表达能力很强。函数式程序可以被表示成π-演算。π-演算善于把计算过程表示成两方的通信形式。
π-演算一开始被用于描述并发系统，后来又被用于业务过程和分子生物学 。